# Парораспределительный механизм Стефенсона

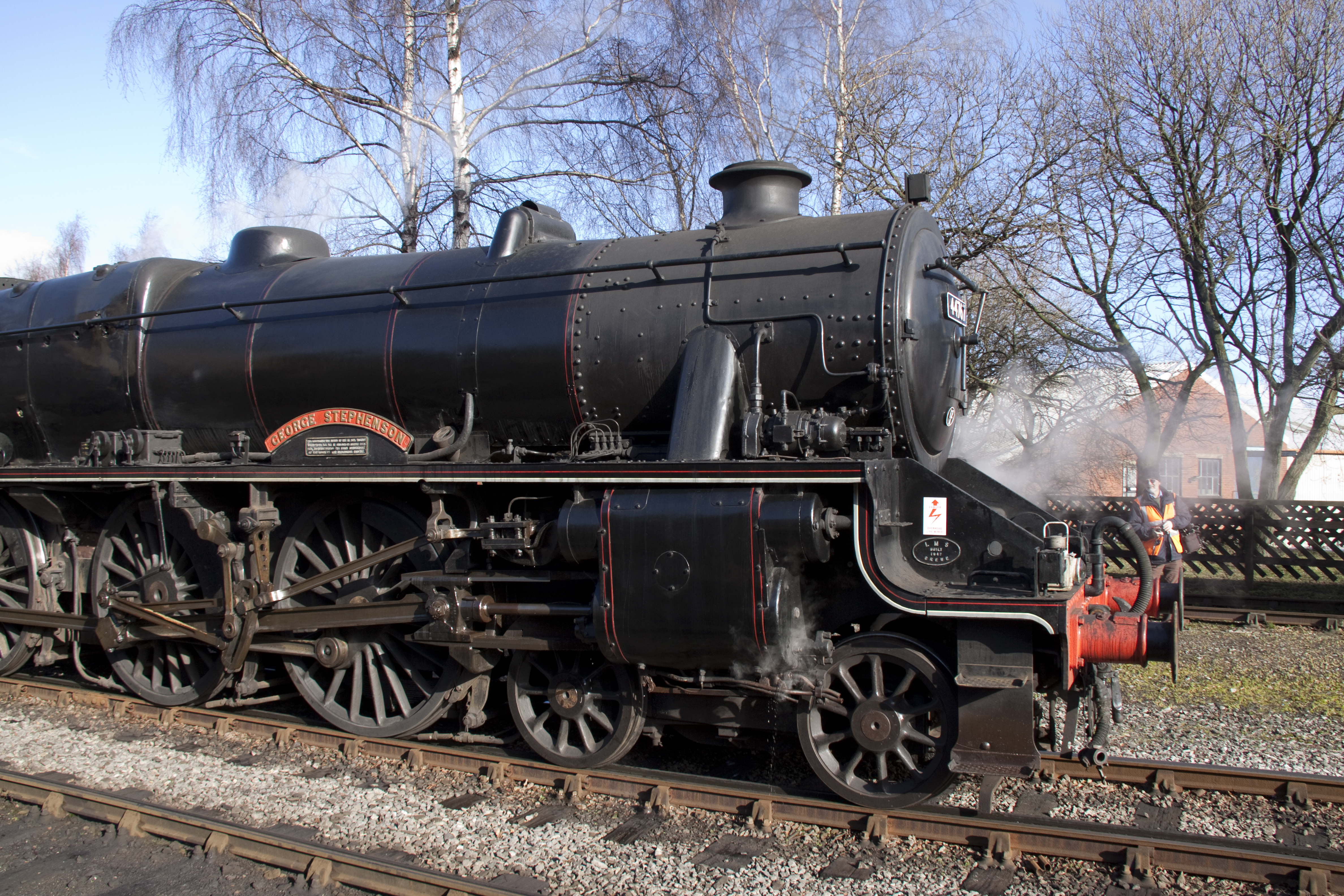
Британский 2-3-0 паровоз Stanier Class 5 № 4767 с парорапределительным механизмом Стефенсона, но расположенным вовне рамы

Парораспределительный механизм Стефенсона сравнительно прост и широко используется на различных паровых машинах. Назван в честь Роберта Стефенсона, хотя фактически изобретён его сотрудниками.

## Предпосылки
В 1830-х годах на паровозах наиболее широко был распространён вилочный парораспределительный механизм. Он состоял из двух эксцентриков с толкателями для каждого цилиндра. Один эксцентрик был для хода вперёд, другой — для хода назад. Толкатели сцеплялись с коромыслом штока золотника при помощи V-образных вилок (чтобы зацепить его в любом положении). Этот механизм был грубым, неудобным для использования и не позволял регулировать отсечку.

## Устройство

Упрощённый механизм Стефенсона в положении неполной отсечки

В 1841 году двое сотрудников Robert Stephenson and Co — чертёжник Уильям Хоу и модельщик Уильям Уильямс предложили заменить вилки вертикально расположенной кулисой — рычагом с прорезью, который шарнирно соединён обоими концами с толкателями эксцентриков. В прорези кулисы двигается кулисный камень с шарнинром, присоединённый к штоку золотника. Для реверса машины кулиса с толкателями поднимается или опускается машинистом при помощи рычага реверсора, тяги и двуплечего рычага с прямым углом между плечами. Таким образом удалось не только упростить реверсирование, но и получить возможность, сдвигая кулису неполностью, уменьшать ход золотника и тем самым регулировать отсечку и экономить пар, более полно используя работу адиабатного расширения порции пара в цилиндре, а не только полное давление в котле. Теперь можно было разгоняться со станции или взбираться на уклон при отсечке 70-80 %, а потом уменьшать её. Для этого при рычаге реверсора были устроены зубчатый сектор и защёлка. 
Одним из преимуществ механизма Стефенсона по сравнению с другими также оказалась возможность регулировки начального открытия золотником паропропускных окон. Таким образом можно было заметно уменьшить вредный эффект упругой паровой подушки вблизи передней и задней мёртвых точек при работе с малой скоростью на длинных отсечках. При этом по мере разгона и укорачивания отсечки автоматически увеличивалось и открытие, создавая паровую подушку, которая амортизирует поршень и за счёт сжатия подогревает цилиндр перед впуском свежей порции пара, уменьшая первоначальное охлаждение и конденсацию в машине. Автоматическая регулировка открытия является не только достоинством, но и недостатком стефенсоновского парораспределения, потому что на самых коротких отсечках эффект подушки проявляется очень ярко, что делает использование коротких отсечек невозможным, в отличие от механизма Вальсхарта. Бороться с этой особенностью можно при помощи удлинения толкателей и укорачивания кулисы.

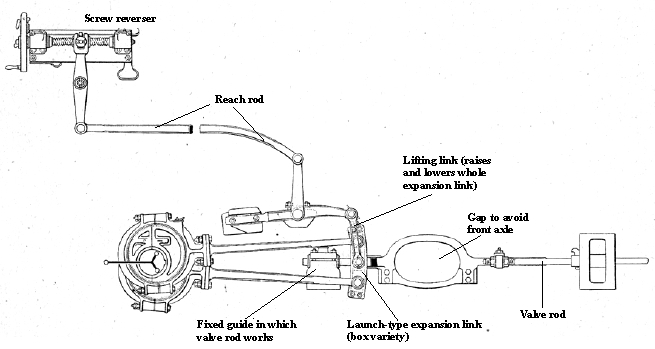
Внутренний механизм Стефенсона на французском 0-3-0 грузопассажирском паровозе с внешними цилиндрами (Midi 801), 1867 г.

На американских паровозах внутренний механизм Стефенсона использовался практически безальтернативно до рубежа XIX и XX веков, после чего он быстро уступил место одной из модификаций механизма Вальсхарта. В Европе механизм Стефенсона применялся как во внутреннем, так и во внешнем исполнении, причём внешний с приводом как от эксцентриков, так и от контркривошипов. В Британии обычно применялся внутренний механизм Стефенсона с эксцентриками.
Американский инженер и фабрикант парового транспорта Эбнер Добль охарактеризовал механизм Стефенсона как

… наиболее универсальный, потому что он может быть приспособлен как к большим, так и к малым машинам. Он весьма прост, но при этом точен, и эта точность достигается сама собой, потому что относительное расположение эксцентриков, крейцкопфов и подвеса кулисы не оказывает большого влияния на движение золотника. Для машин с расположением цилиндров в одной плоскости он, по мнению автора, является наиболее подходящим.
Оригинальный текст (англ.)... the most universally suitable valve gear of all, for it can be worked out for a long engine structure or a short one. It can be a very simple valve gear and still be very accurate, but its great advantage is that its accuracy is self-contained, for the exact relationship between its points of support (eccentrics on shaft, valve crosshead, and link hanger arm) have but little effect on the motion of the valve. Its use on engines in which all the cylinders lie in one plane, represents, in the belief of the writer, the best choice.

Механизм Стефенсона применялся на паровозах, паровых тракторах, паровых автомобилях и стационарных машинах с реверсом, например, для прокатных станов. Им же оснащалось подавляющее большинство судовых машин. Например, Большая Западная железная дорога применяла парораспредление Стефенсона на практически всех своих паровозах (кроме четырёхцилиндровых с механизмом Вальсхарта).
Различные реализации механизма отличаются, главным образом, кулисой. На ранних паровозах кулиса соединяется с толкателями эксцентриков на концах, в то время как у судовых машин шарниры располагаются позади прорези кулисы (на вертикальных машинах — снизу). Кулисы «судового» типа превосходят паровозные по компактности механизма, потому что позволяют получить тот же ход золотника при меньшем размере эксцентрика. «Судовые» кулисы применялись на американских паровозах с 1850-х годов, но в Европе они, появившись ещё в 1846-м, не распространялись до 1900 года. Крупные судовые установки осанащались двойной кулисой с более широкими поверхностями скольжения и улучшенным парораспределением за счёт меньших геометрических погрешностей в механизме.
В Соединённом Королевстве использовались обычно паровозы с механизмом Стефенсона, расположенным внутри рамы. В 1947 году железная дорога Лондона, Мидлендса и Шотландии построила серию паровозов LMS Stanier Class 5 4-6-0, среди которых, помимо обычного для такого класса механизма Вальсхарта, один был оснащён механизмом Стефенсона во внешнем исполнении (№ 4767). Вместо эксцентриков на нём применены двойные контркривошипы, кулиса — «судовая». Он обошёлся на 600 фунтов дороже остальных. Целью эксперимента было выяснить, имеет ли переменное открытие преимущества перед постоянным (в механизме Вальсхарта). На испытаниях преимущество не было выявлено, но в эксплуатации паровоз зарекомендовал себя как тяговитый на подъёмах

## Дальнейшие модификации
И в исходной своей форме механизм Стефенсона оказался достаточно совершенным, но у него были и недостатки. Необходимость поднимать всю систему рычагов требовала достаточно много свободного места и значительных физических усилий машиниста. Поначалу инженеры по соображениям устойчивости старались проектировать центр тяжести паровозов (то есть, среднюю линию котла) как можно ниже, и в тесном пространстве под котлом механизм было чрезвычайно неудобно осматривать и обслуживать. Чтобы облегчить работу машиниста, появились две основные модификации:

### вариант Гуча

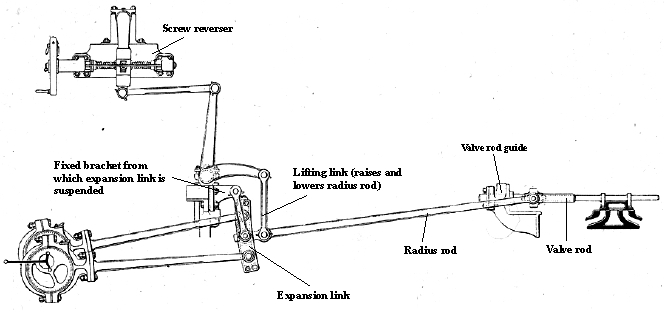
Механизм Гуча (внешний) на французском 1-2-0 экспресс-паровозе с внешними цилиндрамиs (Midi no. 51), 1878 г.

В 1843 году Дэниел Гуч для реверсирования и регулировки отсечки ввёл подвижный радиусный рычаг между ползуном золотника и кулисой. Теперь толкатели эксцентриков и кулиса могли быть закреплены на раме неподвижно. Таким образом он достиг уменьшения вертикального габарита механизма и облегчения труда машиниста. Кулиса при этом получила изгиб в обратную сторону по сравнению с классическим механизмом Стефенсона. Недостатком механизма Гуча был угол между штоком золотника и соответствующим толкателем при больших отсечках, в то время как в совершенных механизмах Стефенсона они образуют прямую линию. Открытие золотника в механизме Гуча не зависит от отсечки, что при сравнительных испытаниях было сочтено недостатком. Механизм Гуча не был популярен в Англии и применялся лишь на одном или двух типах паровозов до 1860-х годов, но был широко распространён во Франции.

### механизм Аллана с прямой кулисой
В 1855 году Александр Аллан сочетал классический механизм Стефенсона и вариант Гуча: реверсирование и регулировка отсечки осуществлялась одновременно подъёмом радиусного рычага и опусканием кулисы (и наоборот). Как и механизм Гуча, этот вариант занимал меньше места, зато действие его было ближе к механизму Стефенсона, а прямую кулису удобнее изготавливать. Вариант Аллана также не прижился на Британских островах, но был распространён в континентальной Европе. Среди английских паровозов можно отметить локомотивы Большой Западной железной дороги GWR 1361 Class и GWR 1366 Class, узкоколейные Festiniog Railway 0-4-0TT (производство George England and Co.) и Talyllyn и Dolgoch (производства Fletcher, Jennings & Co.).